# Arrondissement Rochefort
Rochefort is een arrondissement van het Franse departement Charente-Maritime in de regio Nouvelle-Aquitaine. De onderprefectuur is Rochefort.

## Kantons
Het arrondissement was tot 2014 samengesteld uit de volgende kantons:
- kanton Aigrefeuille-d'Aunis
- kanton Le Château-d'Oléron
- kanton Marennes
- kanton Rochefort-Centre
- kanton Rochefort-Nord
- kanton Rochefort-Sud
- kanton Royan-Est
- kanton Royan-Ouest
- kanton Saint-Agnant
- kanton Saint-Pierre-d'Oléron
- kanton Surgères
- kanton Tonnay-Charente
- kanton La Tremblade

Na de herindeling van de kantons bij decreet van 27 februari 2014, met uitwerking op 22 maart 2015, is de samenstelling als volgt :
- kanton Châtelaillon-Plage ( deel )( 3/8 )
- kanton Île d'Oléron
- kanton La Jarrie ( deel )( 2/14 )
- kanton Marennes
- kanton Rochefort
- kanton Royan
- kanton Saint-Jean-d'Angély ( deel )( 2/40 )
- kanton Saintonge Estuaire ( deel )( 1/23 )
- kanton Saujon ( deel )( 2/9 )
- kanton Surgères
- kanton Tonnay-Charente
- kanton La Tremblade